# Croce benedizionale

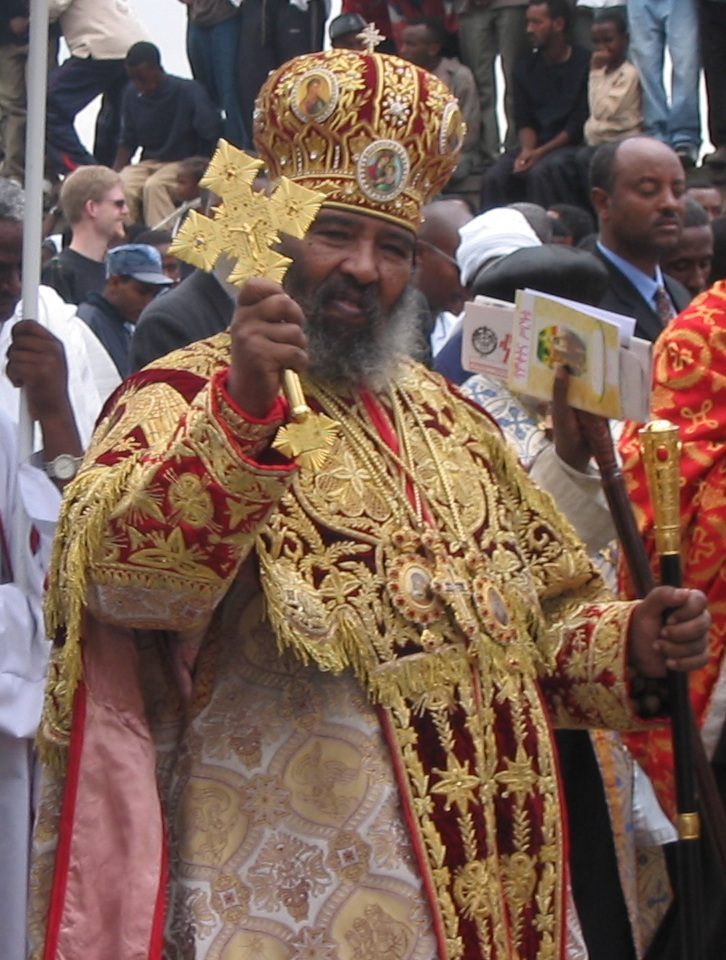
Il Patriarca ortodosso Abuna Paulos con la croce benedizionale

Una croce benedizionale è una croce tenuta in mano ed utilizzata da sacerdoti e vescovi cristiani ortodossi per benedire i fedeli. È spesso fatta di metallo prezioso e può essere ornata con smalti, e pietre preziose o semi-preziose. Possono anche avere icone dipinte su di esse, come per esempio Maria, Giovanni Battista, i quattro evangelisti o i profeti.
Nella Chiesa ortodossa e nelle Chiese cattoliche orientali che seguono il rito bizantino, la croce è posta sull'altare e utilizzata in certi momenti della liturgia. Alla fine della messa viene poi impugnata con la mano destra dal celebrante ed utilizzata per dare la benedizione finale. Dopodiché tutti i fedeli presenti si avvicinano per baciare la croce. 
Le croci benedizionali usate da queste chiese portano una raffigurazione della crocifissione di Gesù, insieme alle lettere IC XC NIKA che sta a significare "Gesù Cristo vince". 
Le raffigurazioni su di esse possono anche essere della Crocifissione da un lato e della Resurrezione dall'altro. Il lato con la Resurrezione è tenuto in direzione del popolo nelle domeniche e in tutto il periodo di pasqua.
La croce benedizionale viene utilizzata anche nella benedizione dell'acqua santa, immergendo la croce nell'acqua e facendo il segno della croce tre volte. 
Nelle Chiese ortodosse la croce benedizionale tende a non avere alcuna icona, e il sacerdote tiene la croce benedizionale in mano tutto il tempo, anche quando si è fuori della chiesa. In Etiopia, le croci benedizionali sono spesso fatte di ottone.